# Linia Henyey
Linia Henyey este o partea a diagramei Hertzsprung-Russell după Linia Hayashi ocupată de către stele de secvență pre-principală cu masa mai mare decât jumătate din masa Soarelui. Astronomul Louis G. Henyey și colegii săi, în anii 1950, au arătat că stelele de secvență pre-principală pot rămâne în echilibru radiativ de-a lungul unei perioade de contracție spre secvență principală. Linia Henyey este caracterizată de un colaps încet în apropierea echilibrului hidrostatic. Ea alcătuiește o linie aproape orizontală în diagrama Hertzsprung-Russell (asta înseamnă că luminozitatea rămâne aproape constantă).